# هری هی
هری هی (انگلیسی: Harry Hay؛ ۵ فوریه ۱۸۹۳ – ۳۰ مارس ۱۹۵۲) شناگر اهل استرالیا بود.
وی در مسابقات کشوری و بین‌المللی در مجموع برندهٔ ۱ مدال نقره شده‌است.